# Insullaoma riddlei
Insullaoma riddlei är en snäckart som först beskrevs av Tom Iredale 1937.  Insullaoma riddlei ingår i släktet Insullaoma och familjen punktsnäckor. Inga underarter finns listade i Catalogue of Life.